# منتخب هندوراس تحت 20 سنة لكرة القدم
منتخب هندوراس تحت 20 سنة لكرة القدم (بالإسبانية: Selección de fútbol sub-20 de Honduras)‏ هو ممثل هندوراس الرسمي في المنافسات الدولية في كرة القدم في فئة كرة قدم تحت 20 سنة للرجال، يديريه اتحاد هندوراس لكرة القدم.